# مناشیه (روستا)
 مناشیه  به عربی ( الَمناشیة )، روستایی است در دهستان اثاور از توابع استان رَیمه در کشور یمن در شبه جزیره عربستان.

## جمعیت
جمعیت آن (۷۰ ) نفر (۷ خانوار) می‌باشد.